# Список умерших в 545 году

## Ноябрь
- 6 ноября — Святой Леонард, святой, покровитель крестоносцев, заключённых и каторжников.

## Дата смерти неизвестна или требует уточнения
- Ефрем Антиохийский, антиохийский патриарх (527—545), богослов, святой Православной церкви.
- Киприан, восточноримский полководец, военачальник императора Юстиниана I.
- Клотильда Бургундская, вторая жена франкского короля Хлодвига I (с 492).
- Мадрон, отшельник бретонский.
- Од из Тремазана, мученица, святая Католической церкви.
- Регул Африканский, епископ, мученик.
- Стотца, византийский военный деятель, поднявший в Африке восстание.
- Хоэль Великий, правитель Арморики (544—545).